# Obveščevalno varnostna služba Ministrstva za obrambo Republike Slovenije
Obveščevalno-varnostna služba Ministrstva za obrambo Republike Slovenije (kratica OVS MORS) je slovenska obrambno-vojaška obveščevalna služba, ki varuje nacionalne obrambne interese doma in v tujini. Deluje v okviru Ministrstva za obrambo Republike Slovenije.

## Zakonska podlaga in naloge
Obveščevalno varnostna služba Ministrstva za obrambo Republike Slovenije (OVS MORS) ima zakonsko podlago v Zakonu o obrambi (prečiščeno besedilo Uradni list RS 103/2004 ), v členih 32 do 36. Organizirana je kot organizacijska enota ministrstva , ki ima lahko svoje izpostave v Slovenski vojski. Služba zbira podatke in informacije v okviru opravljanja obveščevalnih in protiobveščevalnih ter varnostnih nalog, izdeluje  analitične in operativne ocene za podporo opravljanja štabno varnostnih nalog v vojski, izdelavo načrtov uporabe vojske in drugih obrambnih priprav ter za načrtovanje in izvajanje obrambnih ukrepov. S pomembnejšimi ugotovitvami obveščevalno varnostna služba ministrstva seznanja obrambnega ministra, načelnika generalštaba, predsednika vlade, predsednika republike in po odločitvi predsednika vlade druge organe.

## Sodelovanje z drugimi službami
Obveščevalno varnostna služba ministrstva pri opravljanju svojih nalog sodeluje z notranjim ministrstvom, policijo in Slovensko obveščevalno-varnostno agencijo in z njimi izmenjuje obveščevalne informacije. Obveščevalno varnostna služba ministrstva lahko izmenjuje obveščevalne informacije s tujimi vojaškimi obveščevalnimi in varnostnimi službami po predhodnem soglasju ministra.

## Direktorji OVS
1. Andrej Lovšin: še VOMO (varnostni organ ministrstva za obrambo) od začetka do konca leta 1993
2. Dušan Mikuš: december 1993 do oktober 1994
3. Marjan Miklavčič: preimenovanje v OVS 1994/10 do začetka 1997
4. Jože Sečnik: od začetka 1997 - do leta 1998
5. Andrej Osterman: vršilec dolžnosti za nekaj mesecev
6. Bojan Vavtar: 1998 - sredina leta 2000
7. Gorazd Rednak: vršilec dolžnosti
8. Zoran Klemenčič: 2000-2004
9. Zoran Justin: januar 2005 - december 2005
10. Damir Črnčec: december 2005 - februar 2012
11. Boštjan Perne: 23. 2. 2012 - november 2014
12. Gorazd Rednak: november 2014 - september 2015
13. Franc Trbovšek: september 2015 - oktober 2018
14. Dejan Matijevič: oktober 2018 - marec 2020
15. Andrej Osolnik: marec 2020 - avgust 2020
16. Jaroš Britovšek: september 2020 - maj 2022
17. Andrej Fefer: junij 2022 - trenutno